# Prêmios Emmy do Primetime de 2023
A 75.ª edição do Emmy do Primetime premiou os melhores programas de televisão exibidos em horário nobre nos Estados Unidos durante o período de 1.º de junho de 2022 a 31 de maio de 2023, conforme escolhido pela Academia de Artes e Ciências da Televisão. A cerimônia foi marcada para ser realizada nos dias 9 e 10 de setembro de 2023, porém, com a greve dos roteiristas da WAG e a greve dos atores da SAG-AFTRA, a cerimônia foi remarcada para 15 de janeiro de 2024. As indicações foram divulgadas em 12 de julho de 2023 pela atriz Yvette Nicole Brown.
O mestre de cerimônias será o ator e comediante Anthony Anderson, conhecido pelo protagonismo na série de comédia Blackish.

## Vencedores e indicados
Os indicados foram anunciados em 12 de julho de 2023, em uma transmissão virtual apresentada pela atriz Yvette Nicole Brown e pelo presidente da Academia Nacional de Artes e Ciências Televisivas, Frank Scherma.

### Programas
| Melhor Série de Comédia - The Bear (FX) - Abbott Elementary (ABC) - Barry (HBO) - Jury Duty (Amazon Freevee) - The Marvelous Mrs. Maisel (Prime Video) - Only Murders in the Building (Hulu) - Ted Lasso (Apple TV+) - Wednesday (Netflix) | Melhor Série Dramática - Succession (HBO) - Andor (Disney+) - Better Call Saul (AMC) - The Crown (Netflix) - House of the Dragon (HBO) - The Last of Us (HBO) - The White Lotus (HBO) - Yellowjackets (Showtime) |
| Melhor Série Limitada ou Antológica - Beef (Netflix) - Dahmer – Monster: The Jeffrey Dahmer Story (Netflix) - Daisy Jones & The Six (Prime Video) - Fleishman Is in Trouble (FX) - Obi-Wan Kenobi (Disney+)                                | Melhor programa de competição - RuPaul's Drag Race - The Amazing Race - Survivor - Top Chef - The Voice |
| Melhor talk show (seriado) - The Daily Show - The Problem with Jon Stewart - Jimmy Kimmel Live! - Late Night with Seth Meyers - The Late Show with Stephen Colbert                                                                         | Melhor programa de esquetes - Last Week Tonight with John Oliver - A Black Lady Sketch Show - Saturday Night Live                                                                                                |

### Atuação

#### Atuação principal
| Melhor ator principal em série de comédia - Jeremy Allen White - The Bear como Carmen "Carmy" Berzatto (FX) - Bill Hader - Barry como Barry Berkman / Barry Block (HBO) - Jason Segel - Shrinking como Jimmy Laird (Apple TV+) - Martin Short - Only Murders in the Building como Oliver Putnam (Hulu) - Jason Sudeikis - Ted Lasso como Ted Lasso (Apple TV+) | Melhor atriz principal em série de comédia - Quinta Brunson - Abbott Elementary como Janine Teagues (ABC) - Christina Applegate - Dead to Me como Jen Harding (Netflix) - Rachel Brosnahan - The Marvelous Mrs. Maisel como Miriam "Midge" Maisel (Prime Video) - Natasha Lyonne - Poker Face como Charlie Cale (Peacock) - Jenna Ortega - Wednesday como Wednesday Addams (Netflix)                                                                   |
| Melhor ator principal em série dramática - Kieran Culkin - Succession como Roman Roy (HBO) - Jeff Bridges - The Old Man como Dan Chase (FX) - Brian Cox - Succession como Logan Roy (HBO) - Bob Odenkirk - Better Call Saul como Jimmy McGill / Saul Goodman / Gene Takavic (AMC) - Pedro Pascal - The Last of Us como Joel Miller (HBO) - Jeremy Strong - Succession como Kendall Roy (HBO) | Melhor atriz principal em série dramática - Sarah Snook – Succession como Siobhan "Shiv" Roy (HBO) - Sharon Horgan - Bad Sisters como Eva Garvey (Apple TV+) - Melanie Lynskey - Yellowjackets como Shauna Sadecki (Showtime) - Elisabeth Moss - The Handmaid's Tale como June Osborne / Offred (Hulu) - Bella Ramsey - The Last of Us como Ellie Williams (HBO) - Keri Russell - The Diplomat como Kate Wyler (Netflix)                               |
| Melhor ator principal em série limitada ou telefilme - Steven Yeun - Beef como Daniel "Danny" Cho (Netflix) - Taron Egerton - Black Bird como James "Jimmy" Keane (Apple TV+) - Kumail Nanjiani - Welcome to Chippendales como Somen "Steve" Banerjee (Hulu) - Evan Peters - Dahmer – Monster: The Jeffrey Dahmer Story como Jeffrey Dahmer (Netflix) - Daniel Radcliffe - Weird: The Al Yankovic Story como "Weird Al" Yankovic (The Roku Channel) - Michael Shannon - George & Tammy como George Jones (Showtime) | Melhor atriz principal em série limitada ou telefilme - Ali Wong - Beef como Amy Lau (Netflix) - Lizzy Caplan - Fleishman Is in Trouble como Libby Epstein (FX) - Jessica Chastain - George & Tammy como Tammy Wynette (Showtime) - Dominique Fishback - Swarm como Andrea "Dre" Greene (Prime Video) - Kathryn Hahn - Tiny Beautiful Things como Clare Pierce (Hulu) - Riley Keough - Daisy Jones & The Six como Margaret "Daisy" Jones (Prime Video) |

#### Atuação coadjuvante
| Melhor ator coadjuvante em série de comédia - Ebon Moss-Bachrach - The Bear como Richard "Richie" Jerimovich (FX) - Anthony Carrigan - Barry como NoHo Hank (HBO) - Phil Dunster - Ted Lasso como Jamie Tartt (Apple TV+) - Brett Goldstein - Ted Lasso como Roy Kent (Apple Tv+) - James Marsden - Jury Duty como ele mesmo (Amazon Freevee) - Tyler James Williams - Abbott Elementary como Gregory Eddie (ABC) - Henry Winkler - Barry como Gene Cousineau (HBO)                                                         | Melhor atriz coadjuvante em série de comédia - Ayo Edebiri - The Bear como Sydney Adamu (FX) - Alex Borstein - The Marvelous Mrs. Maisel como Susie Myerson (Prime Video) - Janelle James - Abbott Elementary como Ava Coleman (ABC) - Sheryl Lee Ralph - Abbott Elementary como Barbara Howard (ABC) - Juno Temple - Ted Lasso como Keeley Jones (Apple TV+) - Hannah Waddingham - Ted Lasso como Rebecca Welton (Apple TV+) - Jessica Williams - Shrinking como Gaby (Apple TV+)                                                                |
| Melhor ator coadjuvante em série dramática - Matthew Macfadyen - Succession como Tom Wambsgans (HBO) - F. Murray Abraham - The White Lotus como Bert Di Grasso (HBO) - Nicholas Braun - Succession como Greg Hirsch (HBO) - Michael Imperioli - The White Lotus como Dominic Di Grasso (HBO) - Theo James - The White Lotus como Cameron Sullivan (HBO) - Alan Ruck - Succession como Connor Roy (HBO) - Will Sharpe - The White Lotus como Ethan Spiller (HBO) - Alexander Skarsgård - Succession como Lukas Matsson (HBO) | Melhor atriz coadjuvante em série dramática - Jennifer Coolidge - The White Lotus como Tanya McQuoid-Hunt (HBO) - Elizabeth Debicki - The Crown como Diana, Princesa de Gales (Netflix) - Meghann Fahy - The White Lotus como Daphne Sullivan (HBO) - Sabrina Impacciatore - The White Lotus como Valentina (HBO) - Aubrey Plaza - The White Lotus como Harper Spiller (HBO) - Rhea Seehorn - Better Call Saul como Kim Wexler (AMC) - J. Smith-Cameron - Succession como Gerri Kellman (HBO) - Simona Tabasco - The White Lotus como Lucia (HBO) |
| Melhor ator coadjuvante em série limitada ou telefilme - Paul Walter Hauser - Black Bird como Larry Hall (Apple TV+) - Murray Bartlett - Welcome to Chippendales como Nick De Noia (Hulu) - Richard Jenkins - Dahmer – Monster: The Jeffrey Dahmer Story como Lionel Dahmer (Netflix) - Joseph Lee - Beef como George Nakai (Netflix) - Ray Liotta - Black Bird como James Keane Sr. (Apple TV+) - Young Mazino - Beef como Paul Cho (Netflix) - Jesse Plemons - Love & Death como Allan Gore (HBO)                         | Melhor atriz coadjuvante em série limitada ou telefilme - Niecy Nash - Dahmer – Monster: The Jeffrey Dahmer Story como Glenda Cleveland (Netflix) - Annaleigh Ashford - Welcome to Chippendales como Irene Banerjee (Hulu) - Maria Bello - Beef como Jordan Foster (Netflix) - Claire Danes - Fleishman Is in Trouble como Rachel Fleishman (FX) - Juliette Lewis - Welcome to Chippendales como Denise (Hulu) - Camila Morrone - Daisy Jones & The Six como Camila Alvarez-Dunne (Prime Video)                                                   |

### Direção
| Melhor direção em série de comédia - The Bear: "Review" – Christopher Storer (FX) - Barry: "wow" – Bill Hader (HBO) - The Marvelous Mrs. Maisel: "Four Minutes" – Amy Sherman-Palladino (Prime Video) - The Ms. Pat Show: "Don't Touch My Hair" – Mary Lou Belli (BET+) - Ted Lasso: "So Long, Farewell" – Declan Lowney (Apple TV+) - Wednesday: "Wednesday's Child Is Full of Woe" – Tim Burton (Netflix)                                               | Melhor direção em série de drama - Succession: "Connor's Wedding" – Mark Mylod (HBO) - Andor: "Rix Road" – Benjamin Caron (Disney+) - Bad Sisters: "The Prick" – Dearbhla Walsh (Apple TV+) - Succession: "America Decides" – Andrij Parekh (HBO) - Succession: "Living+" – Lorene Scafaria (HBO) - The Last of Us: "Long, Long Time" – Peter Hoar (HBO) - The White Lotus: "Arrivederci" – Mike White (HBO) |
| Melhor direção em série limitada, antológica ou telefilme - Beef: "Figures of Light" – Lee Sung Jin (Netflix) - Beef: "The Great Fabricator" – Jake Schreier (Netflix) - Dahmer – Monster: The Jeffrey Dahmer Story: "Bad Meat" – Carl Franklin (Netflix) - Dahmer – Monster: The Jeffrey Dahmer Story: "Silenced" – Paris Barclay (Netflix) - Fleishman Is in Trouble: "Me-Time" – Jonathan Dayton e Valerie Faris (FX) - Prey – Dan Trachtenberg (Hulu) | |

### Roteiro
| Melhor roteiro em série de comédia - The Bear: "System" – Christopher Storer (FX) - Barry: "wow" – Bill Hader (HBO) - Jury Duty: "Ineffective Assistance" – Mekki Leeper (Amazon Freevee) - Only Murders in the Building: "I Know Who Did It" – John Hoffman, Matteo Borghese e Rob Turbovsky (Hulu) - The Other Two: "Cary & Brooke Go to an AIDS Play" – Chris Kelly e Sarah Schneider (HBO Max) - Ted Lasso: "So Long, Farewell" – Brendan Hunt, Joe Kelly e Jason Sudeikis (Apple TV+) | Melhor roteiro em série de dramática - Succession: "Connor's Wedding" – Jesse Armstrong (HBO) - Andor: "One Way Out" – Beau Willimon (Disney+) - Bad Sisters: "The Prick" – Sharon Horgan, Dave Finkel e Brett Baer (Apple TV+) - Better Call Saul: "Point and Shoot" – Gordon Smith (AMC) - Better Call Saul: "Saul Gone" – Peter Gould (AMC) - The Last of Us: "Long, Long Time" – Craig Mazin (HBO) - The White Lotus: "Arrivederci" – Mike White (HBO) |
| Melhor roteiro em série limitada, antológica ou telefilme - Beef: "The Birds Don't Sing, They Screech in Pain" – Lee Sung Jin (Netflix) - Fire Island – Joel Kim Booster (Hulu) - Fleishman Is in Trouble: "Me-Time" – Taffy Brodesser-Akner (FX) - Prey – Patrick Aison e Dan Trachtenberg (Hulu) - Swarm: "Stung" – Janine Nabers e Donald Glover (Prime Video) - Weird: The Al Yankovic Story – "Weird Al" Yankovic e Eric Appel (The Roku Channel)                                     | |

## Categoria e mudanças de regras
Em junho de 2022, a Academia de Artes & Ciências Televisivas, também conhecida como Television Academy, anunciou a eliminação da regra do "episódio suspenso" para a cerimônia de 2023. Nos anos anteriores, os episódios que iam ao ar após o prazo de elegibilidade de 31 de maio, mas antes do início da votação das indicações, podiam ser colocados em uma plataforma da Television Academy para visualização. Após a mudança de regra, todos os episódios devem ir ao ar para uma audiência nos Estados Unidos até 31 de maio, ou esses episódios serão movidos a cerimônia seguinte; caso o programa não tenha uma exibição de nova temporada no ano seguinte, os episódios serão elegíveis apenas a prêmios de conquistas individuais.
Após um realinhamento entre o Primetime Emmy Awards e o Daytime Emmy Awards para as cerimônias de 2022, a Television Academy e a Academia Nacional de Artes e Ciências Televisivas anunciaram em agosto de 2022 que os game shows passariam a cerimônia do horário nobre. As novas categorias incluem Melhor Game Show e Melhor Apresentador de Game Show. Para acomodar a mudança, a janela de elegibilidade aos game shows foi de 1º de janeiro de 2022 a 31 de maio de 2023. Além disso, para evitar confusão sobre onde os programas se qualificam, Melhor Programa de Competição foi renomeado para Melhor Reality de Competição. Game Shows que incluem crianças como concorrentes são elegíveis apenas para o Children's and Family Emmy Awards.
Mais mudanças nas regras foram anunciadas em dezembro de 2022. Notavelmente, estava a reorganização das categorias de variedades, com Outstanding Variety Talk Series e Outstanding Variety Sketch Series tornando-se Outstanding Talk Series e Outstanding Scripted Variety Series. A primeira categoria abrange programas focados em "entrevistas improvisadas ou painéis de discussão entre um apresentador/apresentadores e celebridades ou personalidades convidadas", enquanto a segunda abrange aqueles que "consistem em cenas discretas, números musicais, monólogos, stand-ups de comédia, esquetes, etc. . . " A mudança foi vista como uma tentativa de resolver o número cada vez menor de séries de esquetes de variedades e de separar programas focados em notícias de programas de entrevistas mais focados em variedades; As categorias existentes foram inicialmente fundidas no final de 2020, antes de serem divididas novamente alguns meses depois. Outras mudanças incluíram limites na votação da rodada de indicações e mudanças nas categorias rastreadas.
Em homenagem ao 75º aniversário do Emmy, as estatuetas desta cerimônia tiveram o número 75 gravado em sua base.
Devido à Greve dos roteiristas dos Estados Unidos de 2023 em 2023, a Television Academy permitiu que as empresas cancelassem eventos programados para sua consideração sem penalidade. Membros do Writers Guild of America também foram instruídos a não comparecerem a eventos promocionais enquanto a greve estivesse em andamento. Se a greve continuar em agosto, a Television Academy provavelmente adiará a cerimônia (após o adiamento do 50º Daytime Emmy Awards, que foi originalmente agendado para 16 de junho), potencialmente adiando o Primetime Emmys até janeiro de 2024. A última vez que o Primetime Emmys foi adiado havia sido em 2001, devido aos ataques de 11 de setembro. De acordo com vários relatórios, a Television Academy prefere novembro como data reserva, enquanto a emissora Fox prefere uma data de janeiro devido aos compromissos de transmissão de outono.